# (38831) 2000 RC105
2000 RC105 (asteroide 38831) é um asteroide da cintura principal. 
Possui uma excentricidade de 0.16708160 e uma inclinação de 12.13586º.
Este asteroide foi descoberto no dia 7 de setembro de 2000 por LINEAR em Socorro.